# Come (singel Jain)
Come – piosenka wydana na debiutanckim singlu francuskiej wokalistki i autorki tekstów Jain. Wydany został 18 maja 2015 roku przez wytwórnię Spookland. Singiel dotarł do 1. miejsca francuskiej listy przebojów, a także zdobył popularność w Polsce po pojawieniu się w spocie reklamowym jesiennej ramówki telewizji Polsat.

## Lista utworów
| Come – digital download | Come – digital download | Come – digital download |
| Nr                      | Tytuł utworu            | Długość                 |
| ----------------------- | ----------------------- | ----------------------- |
| 1.                      | „Come”                  | 2:42                    |

| Come EP – digital download | Come EP – digital download    | Come EP – digital download |
| Nr                         | Tytuł utworu                  | Długość                    |
| -------------------------- | ----------------------------- | -------------------------- |
| 1.                         | „Come” (Extended Version)     | 4:50                       |
| 2.                         | „Come” (Femi Kuti Remix)      | 2:48                       |
| 3.                         | „Come” (Frank Pole Remix)     | 3:24                       |
| 4.                         | „Come” (Cosmic Dawn Remix)    | 3:15                       |
| 5.                         | „Come” (Instrumental Version) | 2:43                       |
|                            |                               | 17:00                      |

| Come – extended version | Come – extended version   | Come – extended version |
| Nr                      | Tytuł utworu              | Długość                 |
| ----------------------- | ------------------------- | ----------------------- |
| 1.                      | „Come” (Extended Version) | 4:47                    |

| Come – limitowana płyta gramofonowa | Come – limitowana płyta gramofonowa | Come – limitowana płyta gramofonowa |
| Nr                                  | Tytuł utworu                        | Długość                             |
| ----------------------------------- | ----------------------------------- | ----------------------------------- |
| 1.                                  | „Come” (A1)                         | 2:42                                |
| 2.                                  | „Makeba” (B1)                       | 4:10                                |
|                                     |                                     | 6:52                                |

## Notowania

### Notowania cotygodniowe
| Kraj              | Lista (2015-2016)       | Najwyższa pozycja | Przyp. |
| ----------------- | ----------------------- | ----------------- | ------ |
| Belgia            | Ultratip 50 Flanders    | 45                | [ 8 ]  |
| Belgia            | Ultratop 50 Wallonia    | 5                 | [ 9 ]  |
| Francja           | Top Singles             | 1                 | [ 2 ]  |
| Hiszpania         | Top 100 Canciones       | 35                | [ 10 ] |
| Polska            | AirPlay – Top           | 8                 | [ 11 ] |
| Stany Zjednoczone | Adult Alternative Songs | 19                | [ 12 ] |
| Szwajcaria        | Singles Top 100         | 75                | [ 13 ] |
| Włochy            | Singles Chart           | 20                | [ 14 ] |

### Notowania końcoworoczne
| Kraj (2016)      | Pozycja | Przyp. |
| ---------------- | ------- | ------ |
| Belgia (Walonia) | 51      | [ 15 ] |
| Francja          | 18      | [ 16 ] |

## Certyfikaty
| Kraj    | Certyfikat         | Sprzedaż/Wysyłki | Przyp. |
| ------- | ------------------ | ---------------- | ------ |
| Francja | diamentowa płyta   | 250 000          | [ 17 ] |
| Kanada  | złota płyta        | 40 000           | [ 18 ] |
| Polska  | platynowa płyta    | 20 000           | [ 19 ] |
| Włochy  | 2× platynowa płyta | 100 000          | [ 20 ] |